# 萨尔迪亚斯
萨尔迪亚斯（西班牙語：Saldías）是西班牙纳瓦拉的一个市镇。总面积9平方公里，总人口138人（2001年），人口密度15人/平方公里。